# Бесеница
Бесеница е името на популярна игра за познаване на думи. Играе се от двама играчи, като единият си намисля някоя дума или израз, а другият се опитва да я познае.

## Обща информация
Играта се играе с писане, обикновено на лист хартия, тетрадка, на черната дъска в училище и др. Играчът, който си намисля думата за познаване, например „Бесеница“, написва един ред с чертички, като всяка чертичка отговаря на една буква от търсената дума и рисува една бесилка:
| 1. |  | Дума: _ _ _ _ _ _ _ _ Грешки (0): Нов опит: |

В някои случаи първият играч дава първата и последната буква от намислената дума, например „Б _ _ _ _ _ _ а“. Тогава, естествено, играта е по-лесна.
Вторият играч прави предложение за дадена буква. Ако буквата се съдържа в търсената дума, първият играч я въвежда на мястото на чертичката (ако се съдържа няколко пъти, се въвежда на всички места). В противен случай, ако в думата няма такава буква, буквата се записва в реда с грешки, а на бесилката се рисува главата на обесеното човече. При всяка грешка се рисува дадена част от тялото на човечето и когато то се нарисува изцяло, играта приключва с победа за първия играч (вторият е „обесен“). От друга страна, ако вторият играч успее да отгатне думата преди да бъде обесен, той е победител.
При следващата игра, „вторият играч“ си намисля дума, а „първият“ я познава.

## Примерна игра
| 1. |  | Дума: _ _ _ _ _ _ _ _ Грешки (0): Нов опит: А |

| 2. |  | Дума: _ _ _ _ _ _ _ а Грешки (0): Нов опит: Б |

| 3. |  | Дума: Б _ _ _ _ _ _ а Грешки (0): Нов опит: В |

| 4. |  | Дума: Б _ _ _ _ _ _ а Грешки (1): В Нов опит: Г |

| 5. |  | Дума: Б _ _ _ _ _ _ а Грешки (2): В, Г Нов опит: Д |

| 6. |  | Дума: Б _ _ _ _ _ _ а Грешки (3): В, Г, Д Нов опит: Е |

| 7. |  | Дума: Б е _ е _ _ _ а Грешки (3): В, Г, Д Нов опит: Ж |

| 8. |  | Дума: Б е _ е _ _ _ а Грешки (4): В, Г, Д, Ж Нов опит: З |

| 9. |  | Дума: Б е _ е _ _ _ а Грешки (5): В, Г, Д, Ж, З Нов опит: И |

| 10. |  | Дума: Б е _ е _ и _ а Грешки (5): В, Г, Д, Ж, З Нов опит: Й |

| 11. |  | Дума: Б е _ е _ и _ а Грешки (6): В, Г, Д, Ж, З, Й Нов опит: няма (играта е загубена, думата е „бесеница“) |

## Стратегия
В повечето езици, някои от буквите се срещат по-често отколкото останалите и ако играчът, който познава, започне с тях, той има по-голяма вероятност да открие първите няколко букви и да успее да се сети коя е намислената дума.
Гласните букви, например А, Е, И, О, У, се срещат почти във всяка дума и обикновено приблизително всяка втора буква в дадена дума е гласна. Други по-чести букви в българския са Н, Р, С, Т и е стратегически полезно познаването да се започне с тях.
Стратегията на първия играч също е повлияна от горното твърдение. Например думи, трудни за познаване и с по-голяма вероятност за победа, ще съдържат по-рядко срещани букви (Й, Ц, Ч, Ш, Щ, Ъ, Ь, Ю, Я) или необичайни комбинации от много гласни или много съгласни, например фотьойл. Също така кратките думи с една-две гласни букви, например швепс, обикновено са по-трудни за познаване.

## История и варианти
Играта е известна в Европа от много десетилетия и се играе на много езици.
Според „Оксфордския пътеводител на игрите с думи“, произходът на играта е неясен, но изглежда е възникнала през Викторианския период (втората половина на 19 век). В „Традиционни игри“ от 1894 г. играта е записана като „Птици, животни и риби“.
Съществуват три начални варианта: намислената дума се представя или само с чертички, или първата буква е показана, или първата и последната букви са показани.
Намислените думи обикновено са съществителни нарицателни имена в единствено число. Понякога може да се играе и със собствени имена, например личности или държави. Може също да се правят тематични игри, например животни, спортни термини, пословици и др.
Играта е сравнително лесна и широко разпространена. Ако се играе с малки деца, има голяма педагогическа полза, защото децата научават нови думи и упражняват правописа.
Броят на грешките не е строго определен: понякога се рисува едно паднало буренце под човечето, очи, уши, пръсти на ръцете и т.н., особено когато се играе с малки деца, думата е трудна и децата се оставят да спечелят.
Съществуват и телевизионни игри на основата на бесеницата, както и варианти за компютри, мобилни телефони и електронни организатори.